# Villa Skeppet
La Villa Skeppet est un bâtiment construit dans le quartier d'Ekenäs à Raseborg en Finlande.

## Présentation
Construit en 1969-1970, le bâtiment a été conçu par l'architecte Alvar Aalto pour ses amis l'écrivain  Göran Schildt et son épouse Christine Schildt,. 
Le bâtiment n'est pas seulement le dernier mais aussi la plus petite des habitations privées conçues par Alvar Aalto.
La Villa Skeppet appartient à la Fondation Christine et Göran Schildt. 
La maison est ouverte au public depuis décembre 2020.

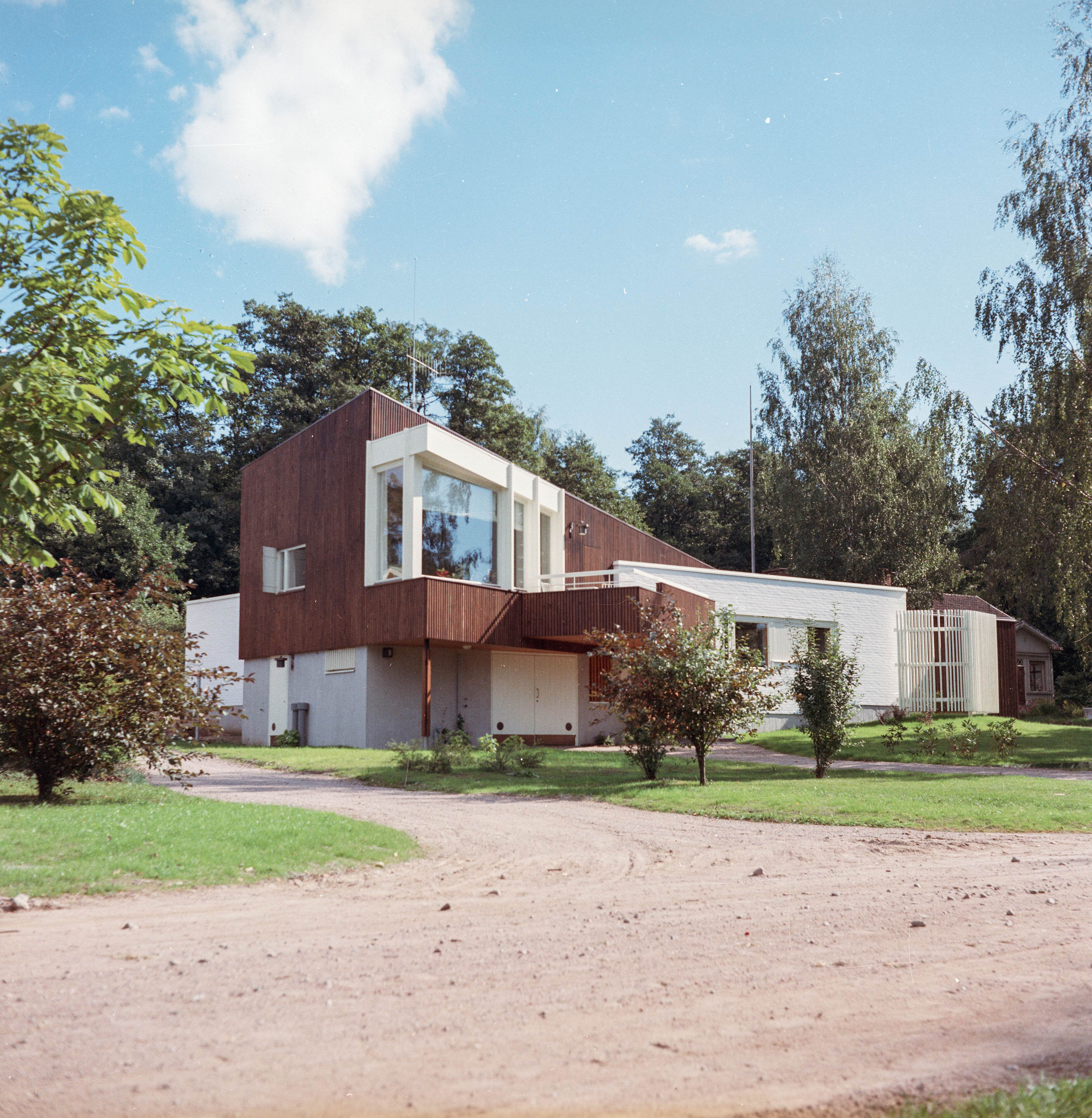
Jardin de devant
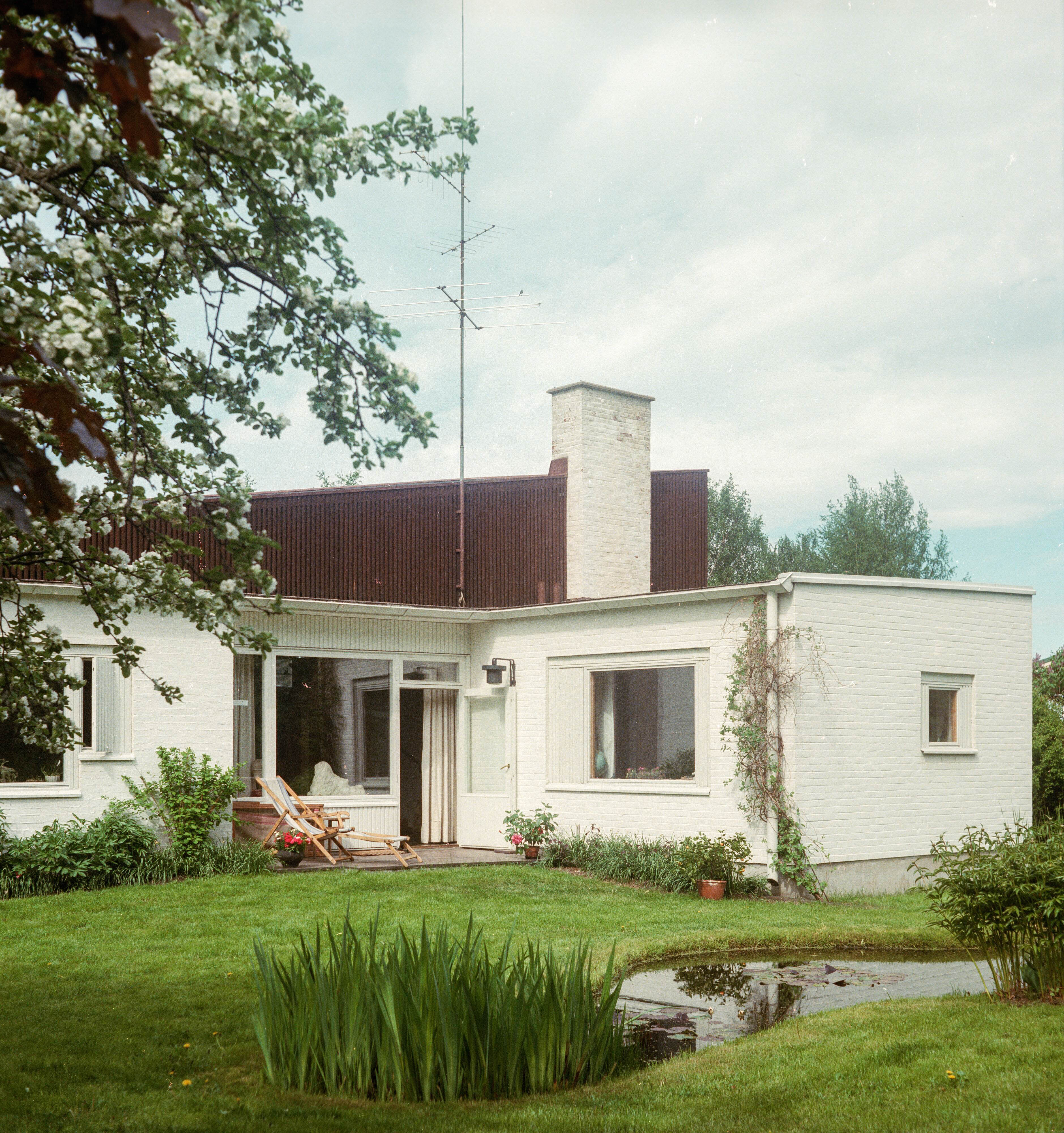
Arrière-cour
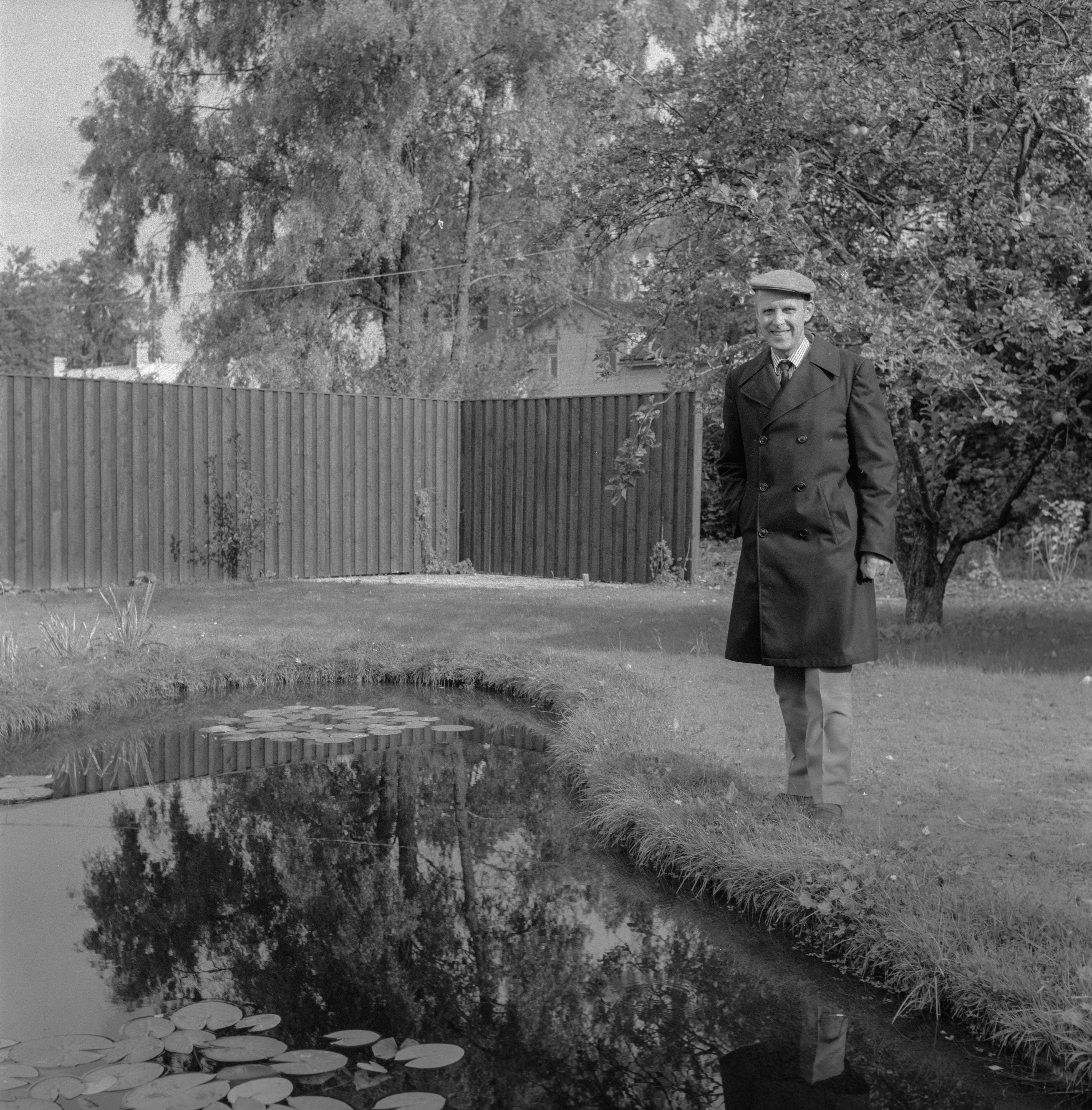
Göran Schildt
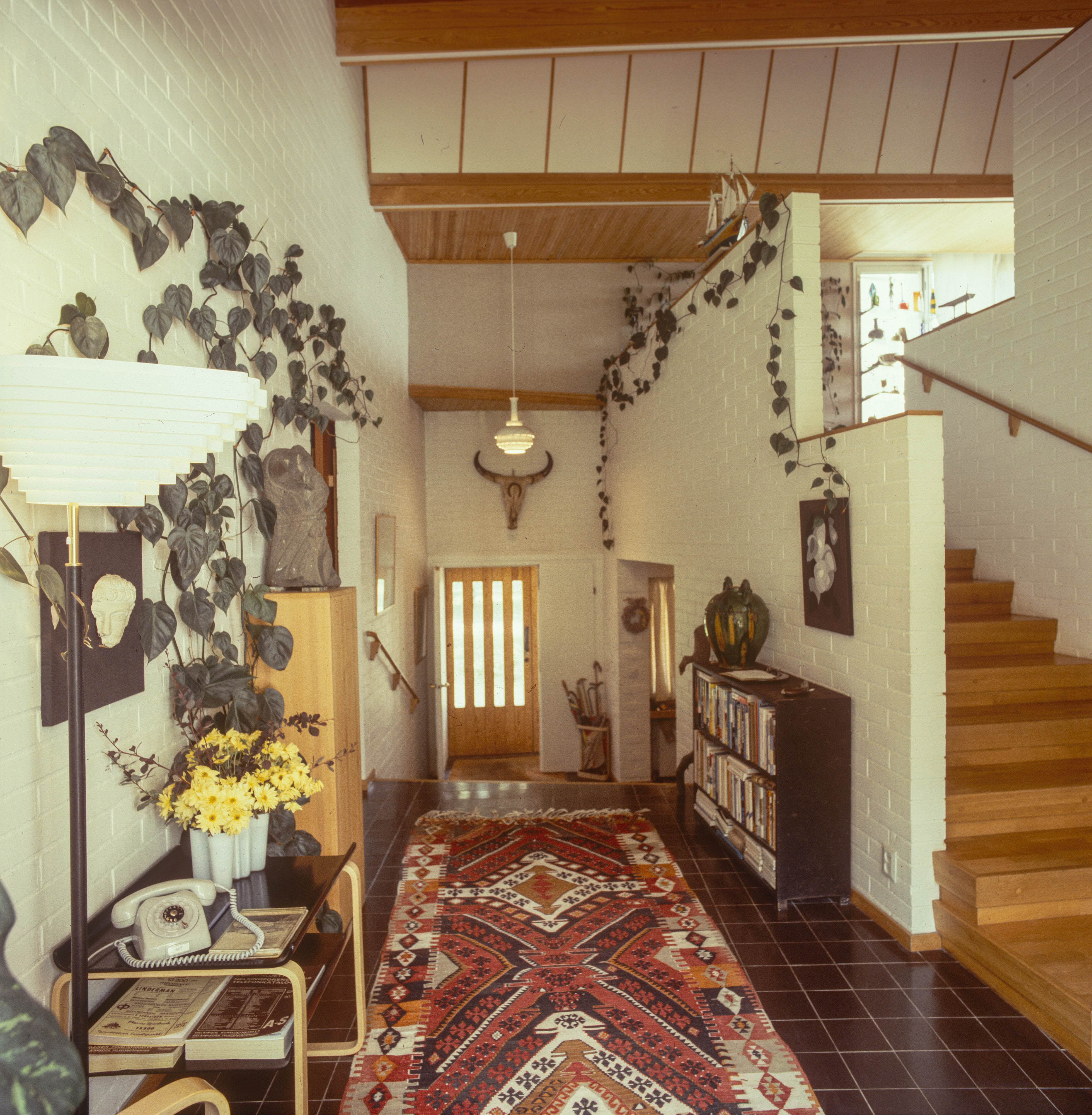
Intérieur